# Heiner Lauterbach

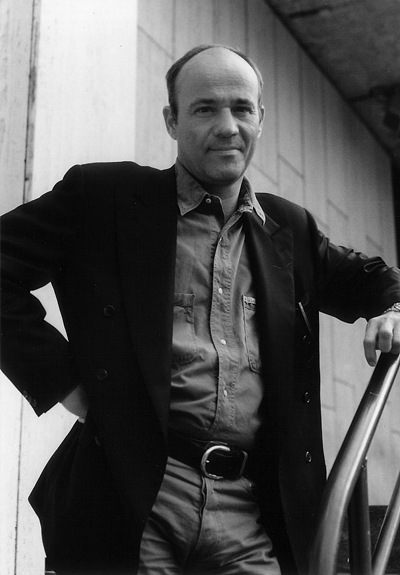
Heiner Lauterbach, 2008

Heiner Lauterbach (* 10. April 1953 in Köln) ist ein deutscher Schauspieler und Synchronsprecher. 1985 gelang ihm mit Doris Dörries Filmkomödie Männer der Durchbruch; es folgten Filme wie wie Rossini – oder die mörderische Frage, wer mit wem schlief (1997), Der Campus (1998), Willkommen bei den Hartmanns (2016) oder Der Fall Collini (2019).

## Leben

### Herkunft und Ausbildung
Heiner Lauterbach kam 1953 als Sohn des Kölner Sanitärunternehmers Hans Lauterbach (1928–2014) und dessen Frau Maya Halbekann (1924–2018) zur Welt. Nach der mittleren Reife machte er eine Ausbildung zum Gas- und Wasserinstallateur. Ab 1970 besuchte er die Schauspielschule der Keller und nahm Unterricht bei Marianne Jentgens, Schauspielerin und Gründerin des Kölner Theaters der Keller.

### Sonstiges
Lauterbach leistete im Jahr 2000 eine Spende über 10.000 DM an Helmut Kohl, er gehörte zu den insgesamt 30 Prominenten, die für Kohl spendeten, weil der CDU wegen der Schwarzgeldaffäre Strafzahlungen auferlegt worden waren. 2019 wurde er Honorarprofessor an der Hochschule Macromedia. Ende 2019 stellte Lauterbach die Video-Plattform Meet your Master vor, eine deutschsprachige Kopie des 2015 gegründeten US-amerikanischen Angebots MasterClass. Mit kostenpflichtigen E-Learning-Videos von Prominenten sollen deren Kompetenzen vermittelt werden. Vertreten waren im Dezember 2020 u. a. Alfons Schuhbeck (Kochen), Jonas Kaufmann (Gesang), Sebastian Fitzek (Schreiben) und Til Schweiger (Filmemachen). Im Oktober 2025 sind erstmals 18 der Master, darunter Anke Engelke, Oliver Kahn, Hans-Wilhelm Müller-Wohlfahrt und Jonas Kaufmann bei einem dreitägigen Live-Event in München mit Vorträgen und in Workshops dabei.

### Privates
Lauterbach war von 1985 bis 2001 mit der Schauspielerin Katja Flint verheiratet, die er während der Dreharbeiten von Kolp kennengelernt hatte. Das Paar hat einen Sohn (* 1988), trennte sich jedoch 1991. Von 1996 bis 2000 war Lauterbach mit der Schauspielerin Jenny Elvers liiert. Über die Beziehungen mit Flint und Elvers sowie sein exzessives Leben zu dieser Zeit schrieb Lauterbach in seiner im Jahr 2006 erschienenen Autobiografie Nichts ausgelassen.
Im September 2001 heiratete er das libanesische Model Viktoria Skaf (* 12. August 1972) und bekam mit ihr die Tochter Maya (* 2002) und einen Sohn (* 2007). Lauterbach lebt mit seiner Familie in Sankt Heinrich am Starnberger See. Im Februar 2025 machte Lauterbach Wahlwerbung für die CDU.

## Karriere
Nach seiner Schauspielausbildung führten Lauterbach Bühnenengagements nach Köln, Würzburg und München, wo er auf Tournee mit der Münchner Schauspielbühne war. Mitte der 1970er Jahre begann Lauterbach seine Kinokarriere als Darsteller in drei Erotikfilmen der Schulmädchen-Report-Reihe und war in mehreren Einspielfilmen der ZDF-Fahndungssendung Aktenzeichen XY … ungelöst zu sehen. In den 1980er Jahren wirkte er auch in internationalen Produktionen mit: Im Mehrteiler Die Kartause von Parma spielte er 1981 an der Seite von Marthe Keller den Grafen Pietranera. 1984 im Spielfilm Die Andere trat er in der Doppelbesetzung mit Magdalena Ritter in Erscheinung.
1985 besetzte ihn der Regisseur Edwin Marian neben Angélique Duvier im Actionfilm Cortuga. Im selben Jahr gelang Lauterbach der Durchbruch mit Doris Dörries Filmkomödie Männer, in der er neben Uwe Ochsenknecht die Hauptrolle spielte und für die er mit dem Bundesfilmpreis ausgezeichnet wurde. Es folgten Rollen in Krimireihen wie Derrick, Tatort, Ein Fall für zwei und Eurocops.
1993 war er an der Seite von Til Schweiger als dessen Manager in der Titelrolle der Filmkomödie Ebbies Bluff auf der Kinoleinwand zu sehen. 1994 wurde im Auftrag des ZDF ein „Heiner Lauterbach Special“ mit dem Titel Nicht nur der Liebe wegen, in dem er eine Doppelrolle übernahm, produziert und gesendet. Ebenfalls 1994 erhielt er die Hauptrolle des Hamburger Kripobeamten Oskar Faust in der Krimireihe Faust. 1996 spielte Lauterbach in Dieter Wedels fünfteiligem Fernsehthriller Der Schattenmann. 1997 folgte Rossini – oder die mörderische Frage, wer mit wem schlief an der Seite von Götz George und Mario Adorf und die Rolle des beim Münchner Drogendezernat arbeitenden Polizisten Josef Berthold in Dominik Grafs Der Skorpion.
1998 übernahm Lauterbach die Hauptrolle in der Verfilmung von Dietrich Schwanitz’ Roman Der Campus. Im selben Jahr spielte er neben Franka Potente im fast dreistündigen, deutsch-österreichischen TV-Politthriller Opernball – Die Opfer/Die Täter die Hauptrolle des Investigativjournalisten. 1999 spielte er neben Roman Knižka in Friedemann Fromms Schlaraffenland den Kommissar Mark Popp, der sich mit seinem Kollegen 2,5 Millionen Mark unter den Nagel reißt.

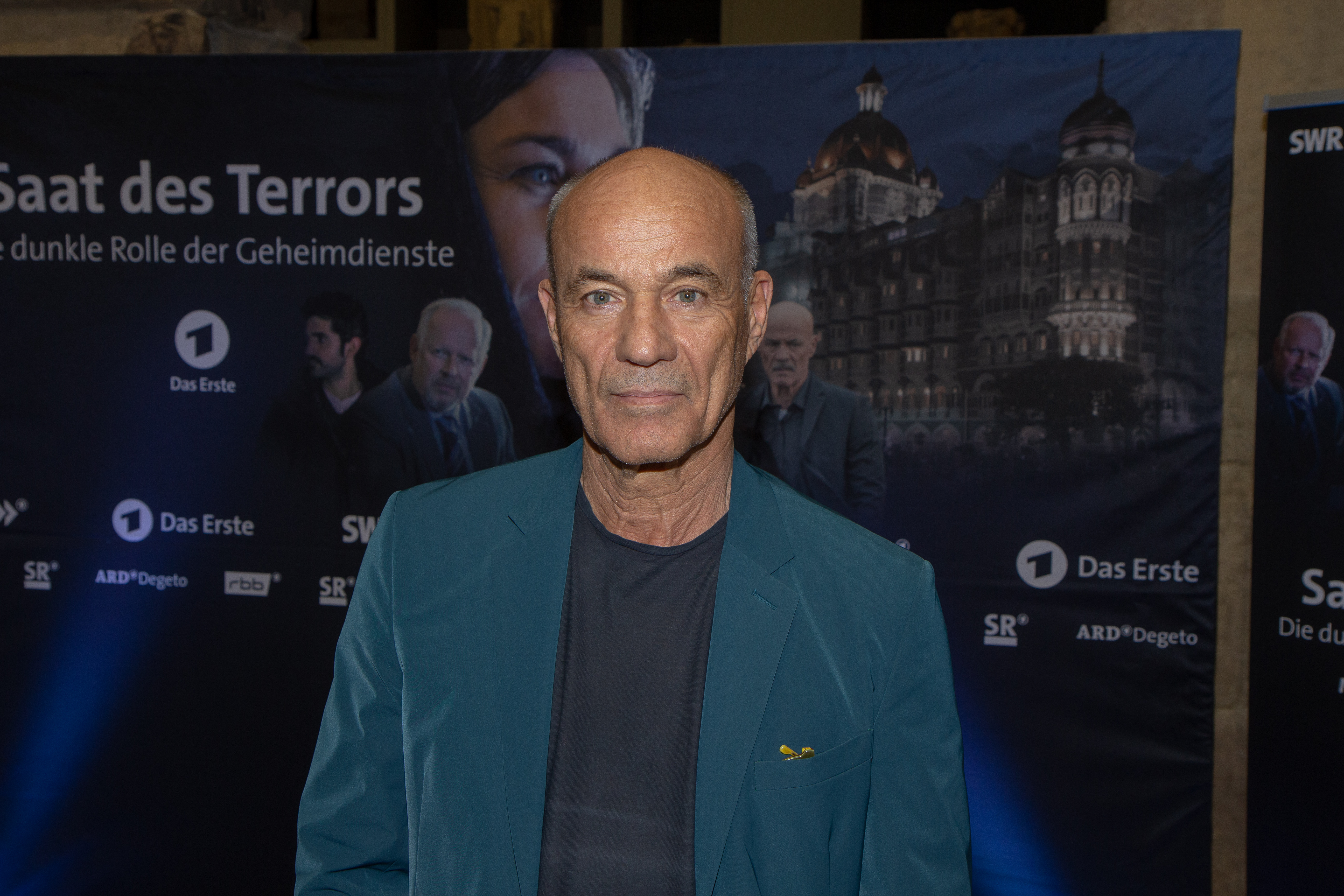
Heiner Lauterbach, 2018

In Joseph Vilsmaiers Filmbiografie Marlene verkörperte Lauterbach 2000 den Filmproduzenten Erich Pommer. 2001 verkörperte er Axel Springer in Der Verleger. 2002 folgte mit dem Sechsteiler Die Affäre Semmeling eine erneute Zusammenarbeit mit Dieter Wedel. 2005 gab Lauterbach sein Regiedebüt mit der Fernsehkomödie Andersrum. 2007 war er in dem zweiteiligen Fernsehfilm Das Glück am anderen Ende der Welt an der Seite von Maja Maranow als Schaffarmer Wolf Holländer zu sehen. 2008 agierte er in dem fiktionalen Drama Die Gustloff als Kapitänleutnant Harald Kehding und übernahm die Rolle des brutalen Auftragskillers Rami Hamdan in dem RTL-Actionthriller Das Papst-Attentat von Rainer Matsutani.
In dem 2013 produzierten russischen Kriegsfilm Stalingrad des Regisseurs Fjodor Bondartschuk spielte Lauterbach einen fanatischen deutschen Oberstleutnant bei der Schlacht von Stalingrad. In den Jahren 2015 und 2018 war er in dem ZDF-Historien-Mehrteiler Tannbach – Schicksal eines Dorfes neben Henriette Confurius in einer der Hauptrollen als Graf und Großgrundbesitzer Georg von Striesow zu sehen. In Daniel Harrichs Agentenfilm Saat des Terrors agierte er 2018 in der Hauptrolle des Sicherheitsbeauftragten Nicholas Krüger. In Marco Kreuzpaintners Politthriller Der Fall Collini (2019) war er als gewiefter und befangener Anwalt Richard Mattinger zu sehen. In der vierteiligen TVNOW-Miniserie Unter Freunden stirbt man nicht (2020) spielte er an der Seite von Adele Neuhauser, Iris Berben und Michael Wittenborn einen von vier Freunden, die den Tod ihres Freundes Hermann, der als Wirtschaftswissenschaftler mit dem Nobelpreis ausgezeichnet werden soll, verschweigen.
Wiederholt arbeitete er nach Männer mit Uwe Ochsenknecht zusammen, u. a. in der Rolle des Ludwig Moser in der Filmsatire Die Udo Honig Story (2015) und als Staatsanwalt Heinrich Gruber in Ihr letzter Wille kann mich mal! (2019). Gemeinsam standen Lauterbach und Ochsenknecht 2021 für Edeka als Werbebotschafter vor der Kamera.
Lauterbach betätigt sich neben seinen Arbeiten vor der Kamera auch als Synchronsprecher. Er lieh seine Stimme unter anderem Gérard Depardieu, Richard Gere, Kevin Costner und Alec Baldwin. Für Christopher Walken galt er bis 1990 als dessen Stammsprecher, bis er von Bodo Wolf abgelöst wurde.
2003 zählte Heiner Lauterbach zu den Gründungsmitgliedern der Deutschen Filmakademie.

## Filmografie

### Kino
- 1975: Schulmädchen-Report. 9. Teil: Reifeprüfung vor dem Abitur
- 1976: Schulmädchen-Report. 10. Teil: Irgendwann fängt jede an
- 1977: Schulmädchen-Report. 11. Teil: Probieren geht über Studieren
- 1984: Kolp
- 1985: Eine Frau für gewisse Stunden
- 1985: Männer
- 1986: Nur Frauen, kein Leben
- 1986: Paradies
- 1989: Franziskus
- 1989: Umwege nach Venedig
- 1989: Bodo – Eine ganz normale Familie
- 1989: Bangkok Story
- 1989: African Timber
- 1993: Ebbies Bluff
- 1994: Charlie & Louise – Das doppelte Lottchen
- 1995: Das Wunschkind
- 1996: Das Superweib
- 1997: Rossini – oder die mörderische Frage, wer mit wem schlief
- 1997: Top Mission – Im Netz des Todes
- 1998: Der Campus
- 1998: Cascadeur – Die Jagd nach dem Bernsteinzimmer
- 1998: Der Eisbär
- 1999: St. Pauli Nacht
- 1999: Erleuchtung garantiert
- 1999: Schlaraffenland
- 2000: Marlene
- 2001: Das Experiment
- 2002: 666 – Traue keinem, mit dem du schläfst!
- 2003: Suche impotenten Mann fürs Leben
- 2009: Zweiohrküken
- 2012: Reality XL
- 2012: Schutzengel
- 2012: Vatertage – Opa über Nacht
- 2013: Schlussmacher
- 2013: Ein schmaler Grat
- 2013: Harms
- 2013: Der blinde Fleck
- 2013: V8 – Du willst der Beste sein
- 2013: Stalingrad
- 2014: Wir sind die Neuen
- 2015: V8 – Die Rache der Nitros
- 2016: Frauen
- 2016: Willkommen bei den Hartmanns
- 2017: Unter deutschen Betten
- 2018: Kalte Füße
- 2019: Immenhof – Das Abenteuer eines Sommers
- 2019: Der Fall Collini
- 2019: Traumfabrik
- 2020: Enkel für Anfänger
- 2020: Es ist zu deinem Besten
- 2022: Immenhof – Das große Versprechen
- 2022: Lieber Kurt
- 2023: Enkel für Fortgeschrittene

### Fernsehen

#### Fernsehfilme
- 1982: Inside the Third Reich
- 1985: Das Gespinst
- 1985: Cortuga
- 1986: Die Andere
- 1986: Zwei Reisen mit Flesch
- 1989: Ignaz Semmelweis – Arzt der Frauen
- 1989: Liebe, Tod und Eisenbahn
- 1991: Von Gewalt keine Rede
- 1992: Eine phantastische Nacht
- 1994: Nicht nur der Liebe wegen
- 1996: Das Mädchen Rosemarie
- 1996: Der Schattenmann (Fünfteiler)
- 1997: Der Skorpion
- 1998: Opernball
- 1998: Der dreckige Tod
- 1998: Eine Sünde zuviel
- 1998: Das Geheimnis der Ungehorsamen
- 2000: Zwei Asse und ein König
- 2000: Nicht heulen, Husky
- 2001: Der Verleger
- 2002: Die Affäre Semmeling (Sechsteiler)
- 2002: Tödliches Rendezvous – Die Spur führt nach Palma
- 2003: Eine Liebe in Afrika (Zweiteiler)
- 2003: In der Mitte eines Lebens
- 2003: Treibjagd
- 2003: Im Namen des Herrn
- 2004: Ein seltsames Paar
- 2004: Zwei Männer und ein Baby
- 2005: Der Bernsteinfischer
- 2005: In Liebe eine Eins
- 2005: Andersrum
- 2006: Die Sturmflut
- 2006: Dresden
- 2007: Das Glück am anderen Ende der Welt (Zweiteiler)
- 2007: Die Entführung
- 2008: Die Gustloff
- 2008: Das Papst-Attentat
- 2008: Wir sind das Volk – Liebe kennt keine Grenzen
- 2009: Die Seele eines Mörders
- 2009: Vulkan
- 2010: Ken Folletts Eisfieber
- 2010: Mörderischer Besuch
- 2011: Hindenburg (Zweiteiler)
- 2012: Doppelgängerin
- 2013: Einfach die Wahrheit
- 2013: Helden – Wenn dein Land dich braucht
- 2014: Von einem, der auszog, das Fürchten zu lernen
- 2015; 2018: Tannbach – Schicksal eines Dorfes (Mehrteiler, 6 Folgen)
- 2015: Letzte Ausfahrt Sauerland
- 2015: Meister des Todes
- 2015: Die Udo Honig Story
- 2015: Weihnachts-Männer
- 2016: Das Programm
- 2016: Beste Feinde
- 2016: Spuren der Rache
- 2017: Gift
- 2018: Unzertrennlich nach Verona
- 2018: Saat des Terrors
- 2019: Ihr letzter Wille kann mich mal!
- 2020: Meister des Todes 2
- 2024: Am Abgrund

#### Fernsehserien und -reihen
- 1978–1993: Derrick (verschiedene Rollen, 4 Folgen)
- 1978–2013: Der Alte (verschiedene Rollen, 5 Folgen)
- 1980: Wochenendgeschichten (Folge Geburtstag)
- 1982: Die Kartause von Parma (La certosa di Parma)
- 1984–1986: Ein Fall für zwei (verschiedene Rollen)
  - 1984: Immer Ärger mit Ado
  - 1986: Erben und Sterben
  - 1986: Countdown
- 1986: Tatort: Der Tausch
- 1987: Duett in Bonn (6 Folgen)
- 1988–1993: Eurocops (16 Folgen)
- 1989: Die schnelle Gerdi (Folge Oktoberfest)
- 1990: Regina auf den Stufen (10 Folgen)
- 1991: Tatort: Wer zweimal stirbt
- 1991: Der Fahnder (Folge Tauschgeschäfte)
- 1992: Wolffs Revier (Folge Geldwäscher)
- 1992: Lilli Lottofee (Folge Lilli und Leo auf Du und Du mit der großen Welt)
- 1993: Tatort: Flucht nach Miami
- 1994–1997: Faust (24 Folgen)
- 1997: Tatort: Mord hinterm Deich
- 2004: Kommissarin Lucas – Vergangene Sünden
- 2006: Donna Leon – Endstation Venedig
- 2007: Mitten im Leben (9 Folgen)
- 2020: Unter Freunden stirbt man nicht (4 Folgen)
- 2021: Blackout (5 Folgen)
- 2021: Mord in der Familie – Der Zauberwürfel
- 2022: Herzogpark (Miniserie)
- 2022: Höllgrund
- 2023: Deutsches Haus (Miniserie, 5 Folgen)
- 2024: Turmschatten (Miniserie, 6 Folgen)

## Synchronrollen (Auswahl)
Christopher Walken
- 1976: Mad Max als „Mad“ Max Rockatansky
- 1978: Die durch die Hölle gehen als Nikanor „Nick“ Chevotarevich
- 1980: Die Hunde des Krieges als Jamie Shannon
- 1983: Projekt Brainstorm als Dr. Michael Anthony Brace
- 1985: James Bond 007 – Im Angesicht des Todes als Max Zorin
- 1987: War Zone – Todeszone als Don Stevens
- 1990: King of New York – König zwischen Tag und Nacht als Frank White

### Filme
- 1976: Gérard Depardieu in Barocco – Mord um Macht als Samson / Samsons Mörder
- 1977: Rip Torn in Ich bin der Boss – Skandal beim FBI als Dwight Webb
- 1979: Richard Gere in Yanks – Gestern waren wir noch Fremde als Matt Dyson
- 1980: Dennis Quaid in Long Riders als Ed Miller
- 1982: Harvey Keitel in Flucht nach Varennes als Thomas Paine
- 1985: Massimo Girotti in Besessenheit (Ossessione)
- 1986: Kevin Costner in The Untouchables – Die Unbestechlichen als Eliot Ness
- 1986: Sean Penn in Shanghai Surprise als Glendon Wasey
- 1987: Val Kilmer in Escape – Die Flucht als Robert Elliot Burns
- 1999: Trey Parker/Matt Stone in South Park: Der Film – größer, länger, ungeschnitten als Randy Marsh / Saddam Hussein
- 2001: Alec Baldwin in Cats & Dogs – Wie Hund und Katz als Butch
- 2006: Eric Roberts in One Way als Nick Swell
- 2017: Mandy Patinkin in Die Schlümpfe – Das verlorene Dorf als Papa Schlumpf

### Serien
- 1972–1973: Michael Latimer in Van der Valk als Inspector Johnny Kroon
- 1978–1983: Tony Danza in Taxi als Tony Banta (1. Synchronisation des ZDF)
- 1987: David Whitney in Wind und Sterne – Die Reisen des Captain James Cook als William Bligh

## Auszeichnungen
- 1986: Deutscher Filmpreis
- 1997: Bambi-Preis der „Bunten“
- 1997: Bayerischer Filmpreis
- 1998: Darstellerpreis der Deutschen Akademie der Darstellenden Künste bei den Baden-Badener Tagen des Fernsehspiels
- 1998: Bayerischer Fernsehpreis
- 2004: Goldene Feder des Bauer-Verlags in der Kategorie Schauspiel
- 2011: Ehrenpreis des Hessischen Ministerpräsidenten für besondere Leistungen im Film- und TV-Bereich
- 2014: Klavierspieler des Jahres vom Bundesverband Klavier e. V.[15]
- 2016: Bayerische Staatsmedaille für soziale Verdienste
- 2018: Askania Award als bester Schauspieler[16]
- 2019: Bayerischer Filmpreis (Ehrenpreis)
- 2022: Filmfestival Kitzbühel – Ehrenpreis[17]